# Periclimenes delagoae
Periclimenes delagoae är en kräftdjursart som beskrevs av Barnard 1958. Periclimenes delagoae ingår i släktet Periclimenes och familjen Palaemonidae. Inga underarter finns listade i Catalogue of Life.